# Steven Stapleton
Pour les articles homonymes, voir Stapleton.
Steven Peter Stapleton (né le 3 février 1957 à Finchley, Londres) est un musicien britannique, seul membre permanent de la formation de musique expérimentale Nurse With Wound. Cet ancien roadie du groupe de krautrock Guru Guru est souvent considéré comme l'un des pionniers de la scène industrielle britannique, au côté d'autres groupes comme Throbbing Gristle, Coil ou Psychic TV. Il a cependant exploré une grande variété de styles, notamment certaines formes d'improvisation libre, de la musique folk, mais aussi des rythmes latino-américains.
Nurse with Wound, à l'origine un trio, constitue de fait le principal nom sous lequel Stapleton publie ses travaux musicaux, quelquefois en collaboration avec d'autres musiciens tels que Foetus ou William Bennett (de Whitehouse). Il a également fait des apparitions sur les disques d'autres artistes et a travaillé comme producteur. Il dirige le label discographique United Dairies, qui, en plus des enregistrements de Nurse with Wound, a également édité des disques de Current 93, The Lemon Kittens, Volcano The Bear, ainsi que quelques artistes de Krautrock et de musique expérimentale. Stapleton est également un artiste peintre et graphique, et a réalisé le design de plusieurs albums et des couvertures de livres.
Il utilise fréquemment le nom d'artiste "Babs Santini", sous lequel il a notamment réalisé l'artwork de la plupart des disques de Nurse with Wound, ainsi que d'autres artistes comme Coil, The Legendary Pink Dots et Current 93.
Il réside actuellement au comté de Clare en Irlande avec sa famille, sur un terrain sur lequel sont construites des maisons et sont installées des caravanes construites et décorées par lui.

## Discographie
(Ne sont présentés ici que les enregistrements publiés sous son propre nom)
- 1991 The Sadness Of Things (avec David Tibet)
- 1992 Revenge Of The Selfish Shellfish (avec Tony Wakeford)
- 1993 The Apocalyptic Folk In The Nodding God Unveiled (avec The Nodding Folk)
- 1996 Musical Pumpkin Cottage (avec David Tibet)
- 1998 Octopus (avec David Tibet, une collection de vieux enregistrements)